# Liga Femenina de Baloncesto de España
De Liga Femenina de Baloncesto de España, om sponsorredenen ook de  Liga Femenina Endesa genoemd, is de hoogste klasse van de Spaanse basketbalcompetitie voor vrouwen. De competitie wordt in deze vorm sinds 1964 ingericht.
De Liga Femenina wordt tussen 16 teams beslecht, eerst in een round-robintoernooi, waarna een knock-out volgt, waar de top 8 kwartfinales en halve finales speelt met telkens heen- en terugmatch en winst voor de ploeg met het hoogste puntenaantal en vervolgens twee tot drie finale play-offs met winst voor 2 gewonnen wedstrijden en zo kampt om de kampioenstitel. De laatste 2 geclassificeerde teams van de competitie degraderen naar de Liga Femenina Challenge, waar ook elk jaar twee teams worden geselecteerd voor de promotie naar de Liga Femenina.
Vanuit de Liga Femenina worden teams geselecteerd voor het jaar nadien in de FIBA EuroLeague Women en in de FIBA EuroCup Women aan te treden.

## Clubs actief in de Liga Femenina in het seizoen 2024/25
- Araski AES (Kutxabank Araski)
- Fundación Ardoi (Osés Construcción Ardoi)
- CB Avenida (Perfumerias Avenida)
- Badalona BC (Club Joventut Badalona)
- Estudiantes Madrid (Movistar Estudiantes)
- Club Deportivo Ibaeta (IDK Euskotren)
- CB Islas Canarias (Spar Gran Canaria)
- Club Baloncesto Jairis (Hozono Global Jairis)
- AE Sedis Bàsquet (Cadi La Seu)
- Valencia BC (Valencia Basket)
- CB Zaragoza (Casademont Zaragoza)
- Uni Girona CB (Spar Girona)
- Uni Ferrol (Baxi Ferrol)
- Ensino Lugo CB (Durán Maquinaria Ensino)
- Gernika KESB (Lointek Gernika Bizkaia)
- Real Club Celta Zorka (Celta Femxa Zorka)